# الريد (القبيطة)

تعديل مصدري - تعديل

الريد هي إحدى قرى عزلة الهجر هدلان بمديرية القبيطة التابعة لمحافظة لحج، بلغ تعداد سكانها 417 نسمة حسب تعداد اليمن لعام 2004.